# Gustav-Adolf Schreiber (Künstler)
 Gustav-Adolf Schreiber  (* 25. Januar 1889 in Bremen; † 14. Oktober 1958 in Bremen) war ein deutscher Maler und Bildhauer.

## Biografie
Schreiber war der Sohn eines Prokuristen in einem Bauunternehmen. Er absolvierte die Oberrealschule an der Dechenatstraße und  studierte von 1907 bis 1913 an der Akademie für Bildende Künste Dresden, auch als Meisterschüler von Eugen Bracht und Gotthardt Kuehl. Seine Studienreisen führten ihn nach Italien und Schweden. Im Ersten Weltkrieg diente er als Soldat und wohnte danach in Bremen und 1929 in Berlin. Weitere Studienreisen unternahm er nach Japan und China und 1939 in die Arktis. 
Sein Wirken war vielseitig auf die Bildhauerei und Malerei ausgerichtet. Er malte Landschaften, Blumenstillleben, Figuren, Porträts und frei gestaltete Kompositionen und Grafiken. Seit 1929 wirkte er als Bildhauer. Bekannte Büsten wie die von Wilhelm Kaisen und Manfred Hausmann stammen von ihm. Durch zahlreiche Ausstellungen wurde er bekannt. Von 1947 bis 1956 war er Lehrer in den Entwurfsklassen an der Kunstschule Bremen.

### Ehrungen
- 1954 verlieh ihm der Bremer Senat den Titel Professor.
- Der Gustav-Adolf-Schreiber-Weg in Bremen-Oberneuland wurde 1961 nach ihm benannt.